# Pseudohapalocarcinus
Pseudohapalocarcinus is een geslacht van kreeftachtigen uit de klasse van de Malacostraca (hogere kreeftachtigen).

## Soort
- Pseudohapalocarcinus ransoni Fize & Serène, 1956